# As Onze Mil Varas
As Onze Mil Varas (em francês: Les Onze Mille Verges ou les Amours d'un hospodar) é um romance pornográfico do autor francês Guillaume Apollinaire, publicado em 1907 com suas iniciais "G.A.". O título contém uma brincadeira com a veneração católica das "Onze mil Virgens" (em francês: les onze mille vierges), as companheiras martirizadas de Santa Úrsula, substituindo a palavra vierge (virgem) por verge (vara) devido a um lapso de língua do protagonista e como um presságio de seu destino. O uso da palavra verge também pode ser considerado um trocadilho, pois é usado como um vulgarismo para o membro masculino. Hospodar é um honorífico eslavo.
Foi traduzido para o inglês por Alexander Trocchi (usando o pseudônimo "Oscar Mole") como The Debauched Hospodar (1953); por Nina Rootes como Les onze mille verges: or, The Amorous Adventures of Prince Mony Vibescu (1976); e mais tarde por Alexis Lykiard como The Eleven Thousand Rods (2008).

## Contexto literário
As Onze Mil Varas baseia-se no trabalho de escritores eróticos anteriores, incluindo o Marquês de Sade, Rétif de la Bretonne, André Robert de Nerciat e Pietro Aretino.

## Temas
As Onze Mil Varas conta a história fictícia do anfitrião romeno Príncipe Mony Vibescu, na qual Apollinaire explora todos os aspectos da sexualidade: sadismo alterna com masoquismo; ondinismo / escatofilia com vampirismo; pedofilia com gerontofilia; masturbação com sexo grupal; lesbianismo com homossexualidade masculina. A escrita é alerta, fresca e concreta, o humor está sempre presente e todo o romance exala uma "alegria infernal", que encontra sua apoteose na cena final.

## Recepção
Os admiradores de As Onze Mil Varas incluíam Louis Aragon, Robert Desnos e Pablo Picasso, que apelidou o romance de obra-prima de Apollinaire.

## Caso perante o TEDH
Em um caso apresentado ao Tribunal Europeu de Direitos Humanos por um editor turco do romance, por sua condenação em 2000 sob o Código Penal Turco "por publicar material obsceno ou imoral suscetível de despertar e explorar o desejo sexual entre a população", seguido pela apreensão e destruição de todas as cópias do livro e uma multa para o editor, o Tribunal concluiu em 2010 que as autoridades turcas violaram o Artigo 10 da Convenção Europeia dos Direitos Humanos que protege a liberdade de expressão. O Tribunal declarou que a obra pertencia ao “patrimônio literário europeu”.
Em outro caso, o juiz Bonello, em sua opinião concordante, após citar a descrição do livro na Wikipédia, descreveu a obra como uma "mancha de obscenidade transcendental".

## Adaptação fílmica
Houve uma adaptação cinematográfica em 1975, lançada em inglês como "Garden of Beauty" e como "The 11,000 Sexes".